# 자르칸드주

자르칸드 주의 위치

자르칸드주(영어: Jharkhand, 힌디어: झारखंड)는 인도 동부에 위치한 주로 주도는 란치이며 인구는 26,909,428명(2001년 기준), 면적은 79,700km2이다.
2000년 11월 15일 비하르 주에서 분리되어 신설되었다. 북쪽으로는 비하르 주, 서쪽으로는 우타르프라데시 주와 차티스가르 주, 남쪽으로는 오디샤 주, 동쪽으로는 서벵골 주와 접한다.
지하자원이 많다.